# 모스코비엔 국가판무관부
나치 독일이 바르바로사 작전을 실행하고 곧이어 모스크바 일대에 건립한 국가판무관부. 
나치 독일이 바르바로사 작전을 실행하고 곧이어 모스크바 일대에 국가판무관부를 세우려고 했던 적이 있는데 전쟁에서 패하게 되며 실패하게 된다. 
The New Orer: Last Days Of Europe에서도 모스코비엔국가판무관부로 등장한다. 

## 같이 보기
- 모스크바 공방전
- 로코트 자치국